# Fed Cup 2010 – zóna Asie a Oceánie
Zóna Asie a Oceánie je jednou ze tří oblastních zón Fed Cupu.

## 1. skupina
- Místo: National Tennis Centre, Kuala Lumpur, Malajsie
- Povrch: tvrdý (venku)
- Datum: 3.- 6. února 2010

|    | skupina A         | JAP | KOR | NZL | IDN |
| 1. | Japonsko (3-0)    |     | 3-0 | 3-0 | 3-0 |
| 2. | Jižní Korea (2-1) | 0-3 |     | 2-1 | 2-1 |
| 3. | Nový Zéland (1-2) | 0-3 | 1-2 |     | 3-0 |
| 4. | Indonésie (0-3)   | 0-3 | 1-2 | 0-3 |     |

|    | skupina B        | TPE | KAZ | THA | UZB |
| 1. | Tchaj-wan (3-0)  |     | 2-1 | 2-1 | 2-1 |
| 2. | Kazachstán (2-1) | 1-2 |     | 2-1 | 2-1 |
| 3. | Thajsko (1-2)    | 1-2 | 1-2 |     | 3-0 |
| 4. | Uzbekistán (0-3) | 1-2 | 1-2 | 0-3 |     |

### Play-off
| Umístění      | Vítězný tým | Výsledek | Poražený tým |
| ------------- | ----------- | -------- | ------------ |
| o postup      | Japonsko    | 2-1      | Tchaj-wan    |
| o 3.-4. místo | Kazachstán  | 2-1      | Jižní Korea  |
| o 5.-6. místo | Nový Zéland | 2-1      | Thajsko      |
| o udržení     | Uzbekistán  | 3-0      | Indonésie    |

- Japonsko postoupilo do baráže o Světovou skupinu II.
- Indonésie sestoupila do 2. Skupiny pro rok 2011.

## 2. skupina
- Místo: National Tennis Centre, Kuala Lumpur, Malajsie
- Povrch: tvrdý (venku)
- Datum: 3.- 6. února 2010

|    | skupina A      | IND | MAL | SIN |
| 1. | Indie (2-0)    |     | 3-0 | 3-0 |
| 2. | Malajsie (1-1) | 0-3 |     | 2-1 |
| 3. | Singapur (0-2) | 0-3 | 1-2 |     |

|    | skupina B        | KGZ | HKG | FIL | SYR |
| 1. | Kyrgyzstán (3-0) |     | 2-1 | 3-0 | 3-0 |
| 2. | Hongkong (2-1)   | 1-2 |     | 3-0 | 3-0 |
| 3. | Filipíny (1-2)   | 0-3 | 0-3 |     | 3-0 |
| 4. | Sýrie (0-3)      | 0-3 | 0-3 | 0-3 |     |

### Play-off
| Umístění      | Vítězný tým | Výsledek | Poražený tým |
| ------------- | ----------- | -------- | ------------ |
| o postup      | Indie       | 3-0      | Kyrgyzstán   |
| o 3.-4. místo | Hongkong    | 2-1      | Malajsie     |
| o 5.-6. místo | Singapur    | 2-1      | Filipíny     |

- Indie postoupila do 1. skupiny pro rok 2011.